# Holapogon maximus
Holapogon maximus är en fiskart som först beskrevs av Boulenger, 1888.  Holapogon maximus ingår i släktet Holapogon och familjen Apogonidae. Inga underarter finns listade i Catalogue of Life.